# جمل (القفر)

تعديل مصدري - تعديل

جمل محلة تابعة لقرية الميهال، التابعة لعزلة بني سيف العالي بمديرية القفر إحدى مديريات محافظة إب في الجمهورية اليمنية، بلغ تعداد سكانها 82 حسب تعداد اليمن لعام 2004.